# Corfinium

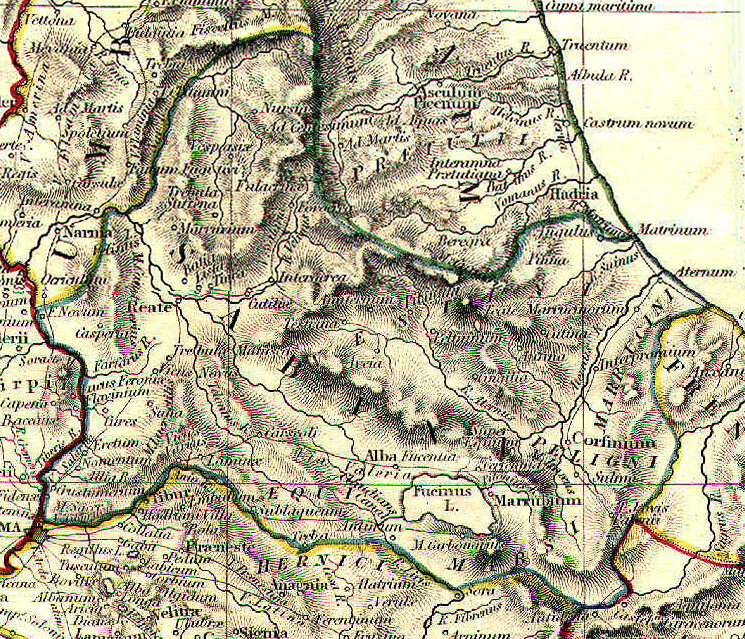
Karta över Sabinum med Corfinium utsatt mitt i pelignernas område

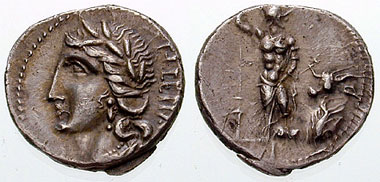
Mynt präglade av bundsförvanterna under kriget

Corfinium (grekiska: Κορφίνιον) var en stad under antiken öster om Apenninerna, mitt i Sabinum, i Valle Peligna, i regionen Abruzzo. Staden var folkstammen pelignernas huvudstad och under en period var den också huvudstad för bundsförvanterna under Bundsförvantskriget 91 - 88 f.Kr. Arkeologiska utgrävningar har givit vid handen att staden låg vid floden Aterno (som låg i dalgången Valle Peligna), 345 m ö.h. Via Valeria passerade Corfinium.
Corfinium var pelignernas huvudstad och ett av områdets viktigaste städer. Trots det är staden inte nämnd förrän i samband med bundsförvantskriget. Corfinium blev municipium i och med lex Julia 90 f.Kr. men en senare lag,  Lex Licinia Mucia de civibus redigendis år 95 f.Kr. urholkade Lex Julia vilket ledde till uppror. Pelignerna, marserna och picenerna var initiativtagare till kriget. Bundsförvanterna valde Corfinium till sin gemensamma huvudstad, döpte om den till Italica och lät bygga om den för att bli en betydande huvudstad: man lät bland annat bygga ett nytt större forum och senat-hus. Corfinium naturgeografiska position var förmodligen en viktig orsak till att den valdes till huvudstad. På bundsförvantskrigets andra år, 89 f.Kr. flyttades huvudstaden från Corfinium till Aesernia. Man vet inte mycket om hur detta gick till, och hur det gick för Corfinium: man kan se att staden även fortsättningsvis blomstrade.
I samband med Romerska inbördeskriget (49 f.Kr. – 45 f.Kr.) nämns Corfinium åter och beskrivs som en viktig stad och ett starkt fort. Lucius Domitius Ahenobarbus (som var konsul år 54 f.Kr.) förskansade sig i Corfinium som erbjöd ett effektivt skydd mot Julius Caesar. Lucius Domitius Ahenobarbus tvingades dock ge upp efter endast 7 dagars belägring, då hans officerare tvingade honom att ge upp.
Efter inbördeskriget är det återigen tyst om Corfinium, men inskriptioner visar att staden fortsatte att blomstra under romerska kejsardömet. Det faktum att staden lät konstruera två akvedukter för att säkra tillförseln på vatten styrker också att staden var välmående under den här perioden.
En del av Corfiniums område portionerades ut till nybyggare under bröderna Gracchis tid och en ny omgång kolonister kom under Augustus. Staden var trots detta aldrig en koloni, utan enbart ett municipium. Vissa tecken tyder på att staden under trehundratalet e.Kr. var huvudstad i provinsen Valeria.
Man vet inte när staden förstördes, men man vet att den fortfarande fanns under niohundratalet, då under namnet Valva. En hypotes är att staden förstördes av barbarer. Det finns mycket blygsamma lämningar kvar, men i närheten finns en ny stad, Corfinio.